# Афьонкарахисарский археологический музей
Афьонкарахисарский археологический музей (тур. Afyonkarahisar Arkeoloji Müzesi), также известный как Афьонский музей (тур. Afyon Müzesi), — археологический музей в городе Афьонкарахисар (Турция). В нём представлено большое количество артефактов, относящихся к различным эпохам: медному и бронзовому веку, цивилизациям хеттов, фригийцев, Древней Греции и Византийской империи.

## История

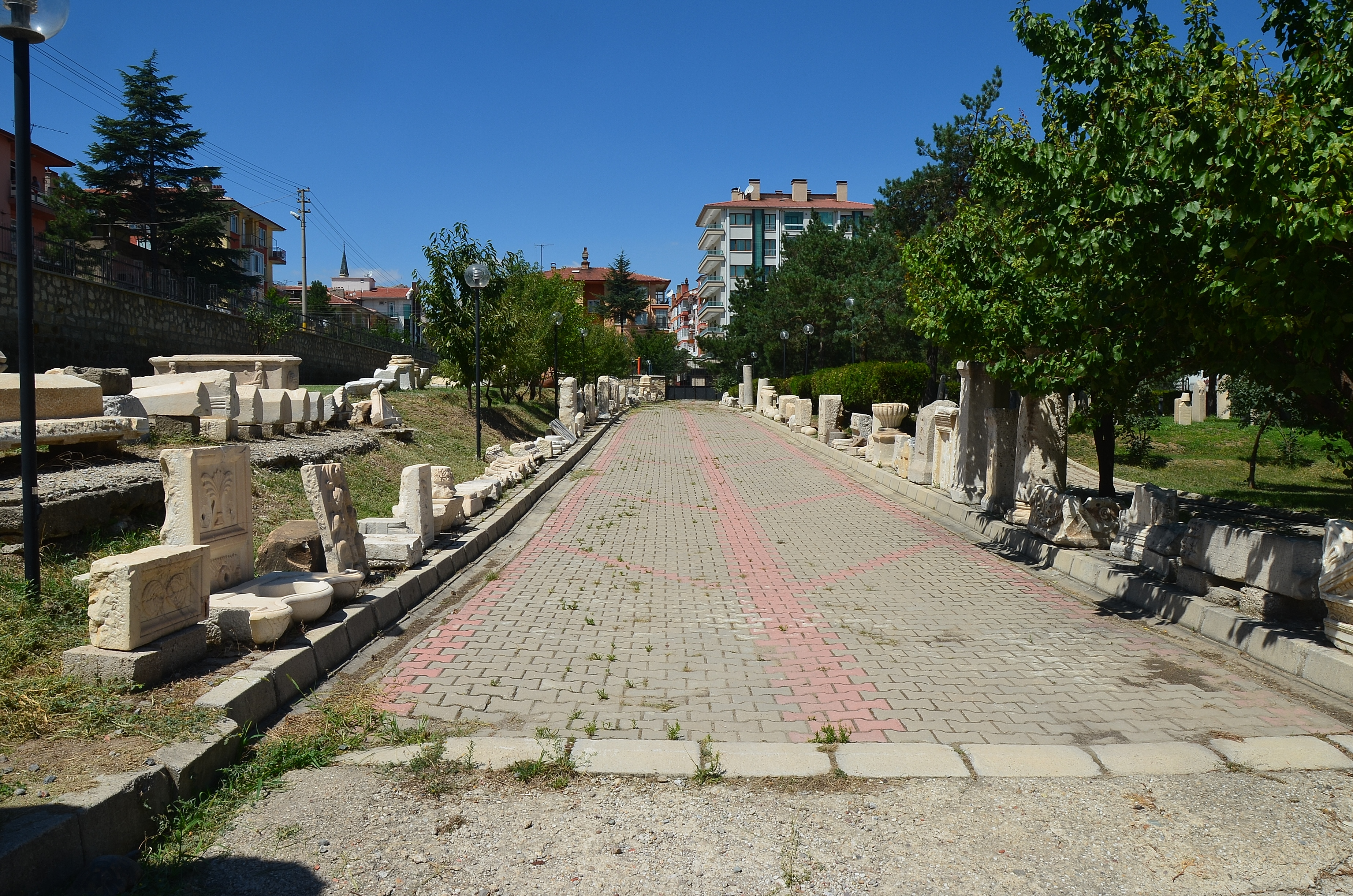
Задний двор музея

Инициатива по созданию музея в Афьонкарахисаре, рассказывающего о местной истории, восходит к 1928 году, когда в первые годы существования Турецкой Республики научные исследования проводились «Обществом любителей артефактов» (осман. Âsar-ı Atika Muhibleri Cemiyeti‎), а затем «Халкеви» (тур. Halkevi). Благодаря стараниям президента этого общества Сулеймана Хильми (Гёнчера), а также его коллеги и учителя Огуза (Гюнеля), артефакты, найденные на месте различных археологических памятников, были собраны на территории пустовавшего медресе Гедик Ахмед-паши, также известного как Таш Медресе (переводится как «Каменное медресе»).
По мере того как коллекция этих артефактов росла, возникла идея создания музея. В 1931 году он был основан в виде кабинета, а его руководителем был назначен Сулейман Хильми (Гёнчер), который в 1933 году возглавил и открывшийся на его базе музей. Под началом Хильми музей вырос до статуса регионального. При поддержке «Халкеви» он собирал для музея археологические артефакты из илов Ушак, Бурдур, Ыспарта и Айдын, а также этнографические материалы из илов Айдын и Кютахья.
В 1935 году музей приобрёл известность благодаря археологическим раскопкам и находкам на кургане в селении Кусура (Сандыклы). В ходе них было обнаружено большое количество артефактов, многие из которых имели большие размеры, были уникальными или составляли вместе определённую группу артефактов. Прибывший в 1964 году в Афьонкарахисар археолог Хасан Тахсин Учанкуш начал применять в изучении этих материалов методы современной и научной археологии, а также музееведения. В итоге возникла необходимость в создании нового музея с акцентом на археологию. В 1971 году прежний музей был перенесён на своё нынешнее место в качестве региональный музей или Музея Фригии.
В первые годы существования музея в Афьонкарахисаре в ближайшем регионе только города Бурса и Конья обладали подобными музеями. С появлением в соседних городах аналогичных музеев статус музея в Афьонкарахисаре снизился с регионального до провинциального. Тем не менее, он по-прежнему располагает одним из крупнейших собраний артефактов в Турции и сохраняет свою привлекательность на международном уровне.
Ныне музей располагается в одноэтажном здании, включающем в себя девять взаимосвязанных выставочных залов, пять офисных помещений, библиотеку и конференц-зал. В его подвальных помещениях находятся пять складов, фотомастерская и лаборатория.

## Собрание

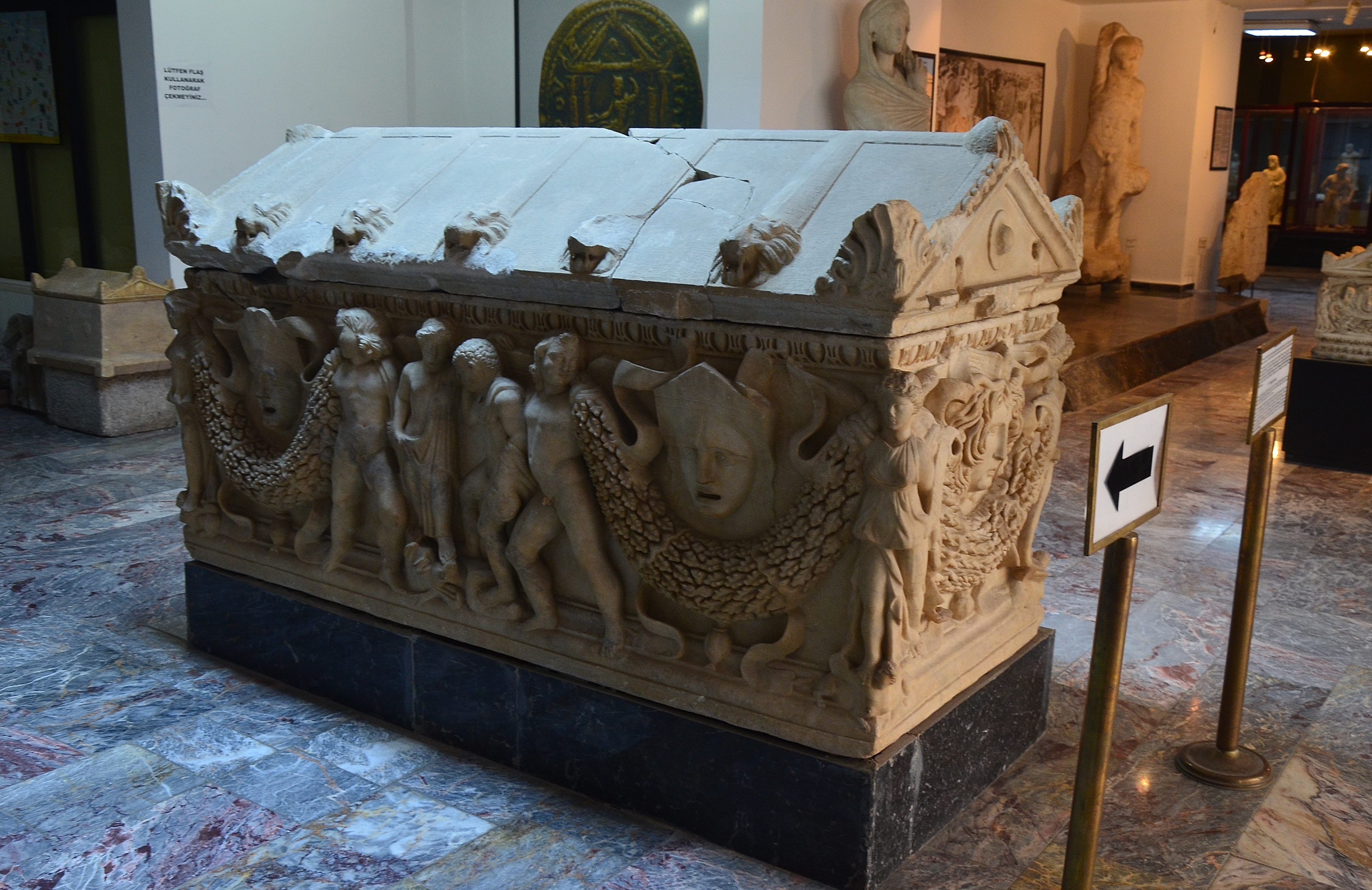
Древнеримский (II век) саркофаг из фригийской Апамеи (современный район Динар)

Временной диапазон представленных в музее экспонатов составляет около 5000 лет, начиная с бронзового века до наших дней. Коллекции музея составляют артефакты, относящиеся к эпохам энеолита, бронзового века и цивилизациям хеттов, фригийцев, Древней Греции и Византийской империи. Они были собраны в ходе раскопок около 40 курганов и 20 древних городов в местном регионе. На большом заднем дворе музея выставлены различные скульптуры, архитектурные элементы, большая глиняная посуда, стелы, саркофаги, а также надгробия сельджукских и османских времён. Особую ценность представляют собой коллекция монет, хорошо сохранившиеся статуи древнегреческих божеств, режущие инструменты и холодное оружие. Археологические артефакты выставлены в музее с соблюдением хронологического порядка. При этом множество экспонатов, относящихся к турецко-исламскому периоду в местной истории, не могут быть выставлены из-за нехватки места в здании музея.
Ныне собрание музея насчитывает в общей сложности 44 383 единицы хранения, в том числе 13 276 археологических артефактов, 4484 этнографических, 26 252 монеты, 26 архивных документов и 33 рукописные книги.

## Доступ
Музей расположен в центре Афьонкарахисара, по адресу: улица Куртулуш, 96. Он открыт для публики с 8:30 до 17:30 по местному времени, за исключением понедельника, выходного дня.